# Château de Courvalain
Le château de Courvalain est un château bâti à la fin du XVIIIe siècle dans la commune de La Chapelle-Saint-Rémy.